# مهمانی (مجموعه نمایشی)
مهمانی (با نام سابق مهمونی) یک مجموعه نمایش خانگی - تلویزیونی ایرانی در ژانر گفتگو محور و رئالیتی شوی عروسکی به نویسندگی، کارگردانی و مجری‌گری ایرج طهماسب است که پخش آن از نوروز ۱۴۰۱ آغاز شده و در نوروز سال‌های بعد ادامه یافته است. فصل اول این مجموعه، با نام مهمونی از نماوا و فصل دوم آن نیز با نام مهمونی ۲ به‌طور مشترک از پلتفرم‌های نماوا و فیلیمو پخش شد. فصل سوم برنامه با عنوان مهمانی از شبکه نسیم پخش شده است. در این مجموعه از شخصیت‌های عروسکی جدید و متفاوتی رونمایی شده است.

## پخش
پخش فصل اول این مجموعه از ۲ فروردین ۱۴۰۱ در نماوا آغاز شد و تا مهر ماه همان سال ادامه پیدا کرد.پخش فصل دوم آن نیز از ۱ فروردین ۱۴۰۲ به‌طور مشترک از پلتفرم‌های نماوا و فیلیمو آغاز شد و تا آبان ماه همان سال ادامه پیدا کرد. فصل سوم این مجموعه با تغییر نام به مهمانی از ۱ فروردین ۱۴۰۳ از شبکهٔ نسیم در حال پخش است.

## خلاصهٔ داستان
در فصل‌های اول و دوم، آقای طهماسب به خانهٔ جدیدی نقل مکان کرده که در همسایگی‌اش یک تالار عروسی قرار دارد. شخصیت‌های عروسکی جدیدی به زندگی او اضافه شده که اکثر آنها کارکنان این تالار عروسی هستند و اتفاق‌های متفاوتی را رقم می‌زنند.
در فصل سوم، آقای مجری به همراه عروسک‌های مهمونی به منزل دیگری نقل مکان کرده است. در این فصل عروسک‌های اصلی مجموعهٔ کلاه قرمزی به‌جز کلاه‌قرمزی، پسرخاله، پسرعمه زا، گدا و گیگیلی حضور دارند.

## شخصیت‌ها
| شخصیت                | ویژگی‌ها | صداپیشه        | عروسک‌گردان                 | اولین حضور     | آخرین حضور |
| -------------------- | --- | -------------- | -------------------------- | -------------- | ---------- |
| شاباش                | خواننده گروه موسیقی بی‌بندوبار و دوست دی‌جی | هوتن شکیبا     | پیمان فاطمی                | فصل ۱ / قسمت ۱ | فصل ۳      |
| دی‌جی                 | تنظیم‌کننده و دی‌جی در گروه موسیقی بی‌بندوبار و دوست شاباش | سهیل مستجابیان | عیسی یوسفی‌پور              | ف ۱ / ق ۱      | ف ۳        |
| کته                  | پیشخدمت تالار (فصل اول و دوم) و منزل آقای طهماسب او همیشه خواب می‌بیند مرد رؤیاها و زندگی اش با اسب به سراغ او می‌آید | نازنین شعبانی  | عیسی یوسفی‌پور              | ف ۱ / ق ۱      | ف ۳        |
| قیمه                 | آشپز تالار (فصل اول و دوم) و منزل آقای طهماسب و خدمتکار چندین‌ساله و مورد اعتماد او مادرخوانده بچه است. پدر قیمه آشپز معروفی بوده و دو دختر داشته: قیمه و قورمه. | الی امامی      | محمد لقمانیان              | ف ۱ / ق ۱      | ف ۳        |
| مگسی                 | حشره‌ای که در خانه آقای طهماسب زندگی می‌کند و با لهجه کرمانی صحبت می‌کند، وی همچنین دوست پشه است. | امیر ادیب      | نگار شهبازی                | قسمت ۱         | ف ۳        |
| پشه                  | او دوست آقای طهماسب و مگسی است. او دوست دارد در اکثر مواقع افراد را نیش بزند و معمولاً برای این کار از جملهٔ «بده بزنیم» استفاده می‌کند و وقتی کسی را نیش می‌زند مثل آنها رفتار می‌کند. | کاظم سیاحی     | شیما بخشنده/ محمد لقمانیان | ف ۱ / ق ۱      | ف ۳        |
| بچه                  | پسربچه‌ای گل‌فروش، با چشمان درشت مشکی و موی فر و یک کلاه حصیری. یک پسر بی‌ادب که در اکثر مواقع عصبی است و با دیگران بر سر موضوعات مختلف به مشاجره و دعوا می‌پردازد و از الفاظ رکیک و زننده استفاده می‌کند؛ اما دارای قلبی بسیار مهربان و ظاهری بی‌پناه و معصوم است. او آقای طهماسب را بیشتر از هر کسی دوست دارد؛ اما کم با او هم دعوا نمی‌کند. او فرزندخواندهٔ قیمه است.               | هوتن شکیبا     | پیمان فاطمی                | ف ۱ / ق ۱      | ف ۳        |
| روحی (فصل اول و دوم) | یک روح سفیدرنگ با چشمان مشکی، شخصیتی که به‌طور ناگهانی در قسمت ۱۱ این مجموعه وارد منزل آقای طهماسب شد و آنجا ماندگار شد. او دوست دارد دیگران بترساند و از این کار لذت می‌برد و به دلیل حضور فامیل دور دیگر در فصل سوم حضور ندارد. | بهادر مالکی    | محمد لقمانیان و علی پاکدست | ف ۱ / ق ۱۱     | ف ۲ / ق ۳۰ |
| نوک‌خراب              | نوک‌خراب یک کلاغ دروغ‌گو و خبرچین است. او پسر قیمه و برادر بزرگ‌تر بچه است که قیمه زیر پر و بال او را از بچگی گرفته است. بچه از بچگی نوک خراب را اذیت می‌کرده و نوک‌خراب از دست او در امان نبوده است. نوک‌خراب معتاد به پنیر است اما خودش انکار می‌کند اما مادرش (قیمه) و برادرش (بچه) معتقدند که رفتار عجیب او به خاطر مصرف پنیر است.                                                | محمد شعبان‌پور  |                            | ف ۲ / ق ۹      | ف ۳        |
| بوته (فصل اول و دوم) | بوته دوست بچه است و در خانه آقای طهماسب زندگی می‌کند. او از تمام دنیا فقط بچه و مادربزرگش را دارد و دیگر در فصل سوم حضور ندارد. | مریم لشنی      |                            | ف ۲/ق ۱۷       | ف ۲/ق ۳۰   |
| هتی (فصل اول و دوم)  | خدمتکار جدید تالار عروسی که در تمیز کردن سرعت بالایی دارد. نام اصلی او هت‌هتی است که دیگر در فصل سوم حضور ندارد. | شیما بخشنده    |                            | ف ۲/ق ۲۱       | ف ۲/ق ۳۰   |
| داداش جان            | برادر هتی و مهمان آقای طهماسب، او دیگر در فصل سوم حضور ندارد |                |                            | ف ۲/ق ۲۹       | ف۲/ق ۳۰    |
| فامیل دور            | نگهبان منزل آقای طهماسب؛ او که از "دور" شهر خانوادگی‌اش برای نگهبانی آمده، به علاقه و ارادت خاصش به "دَر" مشهور است. | بهادر مالکی    | محمد لقمانیان              | ف ۳/ق ۱        |            |
| جیگر                 | جیگر خری دوست داشتنی است که فکر می‌کند اسب است و اگر کسی او را خر صدا کند سه بار کلمه «جیگرم» با صدای بلند تکرار می‌کند. او بسیار آقای مجری را دوست دارد و برای او لطیفه می‌گوید و می‌خندد. | کاظم سیاحی     | عیسی یوسفی‌پور              | ف ۳/ق ۲        |            |
| آقای همساده          | او اهل شیراز است و لهجهٔ شیرازی دارد. او که از کودکی مدام بلاهای گوناگونی بر سرش آمده، از این بلاها لذت می‌برد و با خوشحالی از آن‌ها یاد می‌کند؛ به‌طوری‌که وقتی کسی به او محبت می‌کند یا اتفاق خوبی برایش می‌افتد ناراحت می‌شود و به قول خودش «خُرد می‌شود» اما وقتی که پس از این اتفاقات خوب اتفاقاتی بد برایش می‌افتد خیالش راحت می‌شود و احساس «داغونی» می‌کند و «لِهِ لِه» می‌شود و می‌خندد. | محمد بحرانی    | شیما بخشنده                | ف ۳/ق ۳        |            |
| ببعی                 | ببعی گوسفندی سفید است که به زبان انگلیسی مسلط است و در بیشتر جملات خود از کلمات انگلیسی استفاده می‌کند. او فرزند خوانده فامیل دور است. | محمد بحرانی    | بنفشه صمدی                 | ف ۳/ق ۴        |            |
| بچه فامیل دور        | بچه فامیل دور شباهت زیادی به پدرش فامیل دور دارد. او فرزند بسیار بازیگوشی است و اخلاق‌هایش مانند پدرش است. | محمد لقمانیان  | علی اعتصامی فر             | ف ۳/ق ۵        |            |
| دیبی                 | او کودک است و همه چیز را بر عکس می‌گوید و بر عکس عمل می‌کند و او دوست دارد که دیگران او را ماچ کنند و گاهی از شدت خنده‌روی زمین می‌افتد و می‌غلتد. | هوتن شکیبا     | مهناز خطیبی                | ف ۳/ق ۶        |            |
| خونه بغلی            | او یک پیرمرد خریدار ضایعات است که اغلب اوقات برای خرید ضایعات به خانهٔ آقای طهماسب می‌آید. و اغلب اوقات می‌گوید: آهن آلات ضایعات و… | هوتن شکیبا     | احمد آکشته                 | ف ۳/ق ۷        |            |

| بازیگر        | نقش   | اولین حضور | آخرین حضور |
| ------------- | ----- | ---------- | ---------- |
| سهیل رهبرزارع | سیروس | فصل ۱      | فصل ۲      |
| سارا صبری     | سهیلا | فصل ۱      | فصل ۲      |
| احمد فیاض     |       | فصل ۱      | فصل ۲      |
| علی زرمهری    | نوروز | فصل ۱      | فصل ۲      |

## قسمت‌ها و مهمان‌ها
| مجری        |
| ----------- |
| ایرج طهماسب |

### فصل اول
| قسمت | تاریخ پخش        | نام قسمت / مهمان                       |
| ---- | ---------------- | -------------------------------------- |
| ۱    | ۲ فروردین ۱۴۰۱   | آشنایی                                 |
| ۲    | ۴ فروردین ۱۴۰۱   | پریناز ایزدیار                         |
| ۳    | ۹ فروردین ۱۴۰۱   | هومن سیدی                              |
| ۴    | ۱۱ فروردین ۱۴۰۱  | سیروان خسروی و زانیار خسروی            |
| ۵    | ۱۸ فروردین ۱۴۰۱  | صابر ابر                               |
| ۶    | ۲۵ فروردین ۱۴۰۱  | محسن کیایی                             |
| ۷    | ۸ اردیبهشت ۱۴۰۱  | ویشکا آسایش                            |
| ۸    | ۱۳ اردیبهشت ۱۴۰۱ | بابک کریمی                             |
| ۹    | ۱۵ اردیبهشت ۱۴۰۱ | مهرداد صدیقیان                         |
| ۱۰   | ۲۲ اردیبهشت ۱۴۰۱ | پژمان جمشیدی                           |
| ۱۱   | ۲۹ اردیبهشت ۱۴۰۱ | روح                                    |
| ۱۲   | ۶ خرداد ۱۴۰۱     | علی نصیریان                            |
| ۱۳   | ۱۲ خرداد ۱۴۰۱    | فرهاد آئیش                             |
| ۱۴   | ۱۹ خرداد ۱۴۰۱    | اشکان خطیبی                            |
| ۱۶   | ۲ تیر ۱۴۰۱       | آتیلا و ستاره پسیانی                   |
| ۱۷   | ۹ تیر ۱۴۰۱       | شبنم مقدمی                             |
| ۱۸   | ۱۶ تیر ۱۴۰۱      | بهرام افشاری                           |
| ۱۹   | ۲۳ تیر ۱۴۰۱      | مهراوه شریفی‌نیا                        |
| ۲۰   | ۳۰ تیر ۱۴۰۱      | علیرضا خمسه                            |
| ۲۱   | ۶ مرداد ۱۴۰۱     | مهران غفوریان                          |
| ۲۲   | ۲۰ مرداد ۱۴۰۱    | سارا بهرامی                            |
| ۲۳   | ۲۷ مرداد ۱۴۰۱    | علی شادمان                             |
| ۲۴   | ۳ شهریور ۱۴۰۱    | امیرحسین رستمی                         |
| ۲۵   | ۱۰ شهریور ۱۴۰۱   | رامبد جوان و نگار جواهریان             |
| ۲۶   | ۱۷ شهریور ۱۴۰۱   | علی زرمهری و سارا صبری (نوروز و سهیلا) |
| ۲۷   | ۲۴ شهریور ۱۴۰۱   | بچه                                    |
| ۲۸   | ۳۱ شهریور ۱۴۰۱   | ریما رامین‌فر                           |
| ۲۹   | ۷ مهر ۱۴۰۱       | بهرام شاه‌محمدلو                        |
| ۳۰   | ۱۴ مهر ۱۴۰۱      | خداحافظی                               |

### فصل دوم
| قسمت | تاریخ پخش        | نام قسمت / مهمان   |
| ---- | ---------------- | ------------------ |
| ۱    | ۱ فروردین ۱۴۰۲   | مقدمه              |
| ۲    | ۲ فروردین ۱۴۰۲   | محسن تنابنده       |
| ۳    | ۸ فروردین ۱۴۰۲   | –                  |
| ۴    | ۹ فروردین ۱۴۰۲   | نازنین بیاتی       |
| ۵    | ۱۷ فروردین ۱۴۰۲  | –                  |
| ۶    | ۳۰ فروردین ۱۴۰۲  | مهران احمدی        |
| ۷    | ۶ اردیبهشت ۱۴۰۲  | –                  |
| ۸    | ۱۳ اردیبهشت ۱۴۰۲ | ژاله صامتی         |
| ۹    | ۲۰ اردیبهشت ۱۴۰۲ | نوک خراب           |
| ۱۰   | ۲۷ اردیبهشت ۱۴۰۲ | علیرضا کمالی       |
| ۱۱   | ۳ خرداد ۱۴۰۲     | –                  |
| ۱۲   | ۱۰ خرداد ۱۴۰۲    | یکتا ناصر          |
| ۱۳   | ۱۷ خرداد ۱۴۰۲    | –                  |
| ۱۴   | ۲۴ خرداد ۱۴۰۲    | نیما شعبان‌نژاد     |
| ۱۵   | ۳۱ خرداد ۱۴۰۲    | –                  |
| ۱۶   | ۷ تیر ۱۴۰۲       | رضا کیانیان        |
| ۱۷   | ۱۴ تیر ۱۴۰۲      | بوته (دختر گلفروش) |
| ۱۸   | ۲۱ تیر ۱۴۰۲      | پردیس احمدیه       |
| ۱۹   | ۲۸ تیر ۱۴۰۲      | –                  |
| ۲۰   | ۱۱ مرداد ۱۴۰۲    | سینا مهراد         |
| ۲۱   | ۱۸ مرداد ۱۴۰۲    | هتی                |
| ۲۲   | ۲۵ مرداد ۱۴۰۲    | علی زندوکیلی       |
| ۲۳   | ۱ شهریور ۱۴۰۲    | عیسی یوسفی پور     |
| ۲۴   | ۸ شهریور ۱۴۰۲    | محمد بحرانی        |
| ۲۵   | ۲۲ شهریور ۱۴۰۲   | -                  |
| ۲۶   | ۲۹ شهریور ۱۴۰۲   | بیژن بنفشه‌خواه     |
| ۲۷   | ۵ مهر ۱۴۰۲       | -                  |
| ۲۸   | ۱۲ مهر ۱۴۰۲      | امیر حسین فتحی     |
| ۲۹   | ۱۹ مهر ۱۴۰۲      | برادر هتی          |
| ۳۰   | ۳ آبان ۱۴۰۲      | خداحافظی           |

## حواشی

### عدم حضور شخصیت‌هایکلاه قرمزی
به‌گفتهٔ ایرج طهماسب، مالکیت تمامی شخصیت‌های مجموعهٔ تلویزیونی کلاه قرمزی با سازمان صدا و سیمای جمهوری اسلامی ایران است و هیچ‌یک از شخصیت‌های این مجموعه در مهمونی حضور نخواهد داشت. با این حال تعدادی از صداپیشگان و عروسک گردانان مجموعهٔ کلاه قرمزی در مهمونی به ایفای نقش می‌پردازند. همچنین مرضیه محبوب که سابقه ساخت عروسک‌های مجموعه کلاه قرمزی، مدرسه موش‌ها، خونه مادربزرگه و خاله قورباغه و آقا پسر را در کارنامهٔ خود دارد عروسک ساز و طراح عروسک‌های مجموعهٔ مهمونی است. در فصل سه مهمونی برخی از شخصیت‌های کلاه قرمزی مانند جیگر، فامیل دور، آقای همساده، ببعی، بچه فامیل دور و دیبی حضور دارند.

### آتش گرفتن بنرهای تبلیغاتی برنامه
در ۲۶ اسفند ۱۴۰۰، خبرگزاری تسنیم با انتشار تصاویری از آتش گرفتن بنر تبلیغاتی مهمونی خبر داد: «آتش گرفتن تابلوی تبلیغاتی نصب‌شده بر پل مرتضوی در بزرگ‌راه نواب و فروریختن تکه‌های آتش بر سطح بزرگراه، سبب اخلال و کندی حرکت در مسیر جنوب به شمال این اتوبان شد. همچنان دلیل این حادثه مشخص نیست.»

### عدم حضورحمید جبلی
از نکات قابل توجه برنامهٔ مهمونی عدم حضور حمید جبلی است. جبلی که سابقهٔ بالغ بر ۵ دهه همکاری با طهماسب در ۳۰ فیلم‌سینمایی و مجموعهٔ تلویزیونی را داراست و از سال ۱۳۷۹ تنها در آثار طهماسب به ایفای نقش پرداخته در این مجموعه حضور ندارد. پس از انتشار اولین قسمت مجموعه مهمونی تعدادی از خبرگزاری‌های داخل ایران علت عدم حضور حمید جبلی در مهمونی را اختلاف با ایرج طهماسب عنوان کردند که با این حال این شایعه توسط ایرج طهماسب تکذیب شد. همچنین مجید توکلی مشاور کارگردان مجموعه نمایشی مهمونی در یک مصاحبه با برنامه «استودیو هشت» با تکذیب شایعه اختلاف حمید جبلی و ایرج طهماسب عنوان کرد: «هیچ اختلافی میان حمید جبلی و ایرج طهماسب وجود ندارد و ایشان اکثر مواقع در پشت صحنه و در محل تمرین و ضبط ما حضور پیدا می‌کنند. با این حال تا آن جا که من اطلاع دارم، آقای جبلی دیگر تصمیمی به ادامه فعالیتش ندارد. البته ایشان نخواستند علنی این موضوع را اعلام کنند اما طبق چیزهایی که بنده از ایشان شنیده‌ام به هیچ عنوان قصد فعالیت در حوزه سینما، تلویزیون، شبکه نمایش خانگی» را ندارند».

### خواهرم را گرفتن
در بخشی از قسمت اول فصل دوم سیروس (سهیل رهبرزارع) در پاسخ به طهماسب که پرسید سال ۱۴۰۱ چه طور بود؟ گفت خوب بود، خواهرم را گرفتن. طهماسب که متعجب شده بود پرسید خواهرت را گرفتن؟ توی خیابان رفته بود؟ و سیروس جواب داد توی خیابان هم می‌رفت، سر کار هم می‌رفت. طهماسب پرسید کی گرفتش؟ و سیروس گفت پسری پیدا شد و گرفتنش. در این گفت‌وگو عبارت «خواهرم را گرفتن» ابتدا در مخاطب، ظن «دستگیر شدن» را ایجاد می‌کند، اما در ادامه این گفت‌وگوی طنز عنوان می‌شود که «گرفتن خواهر» به معنای پیدا شدن خواستگار و «ازدواج» است.
کاربران شبکه‌های اجتماعی با انتشار تصاویری از تعدادی از زنان بازداشت‌شده در جریان خیزش ۱۴۰۱ با استفاده از عبارت «خواهرم را گرفتن»، به دستمایه طنز قرار دادن «بازداشت زنان معترض» در برنامه «مهمونی» اعتراض کردند.

### پخش از شبکه نسیم
در شهریور ۱۴۰۲ نامه‌ای از سوی اداره کل بازرگانی صداوسیما در فضای مجازی منتشر شد که در آن، این اداره با اشاره به بازگشت ایرج طهماسب و برنامه محبوبش به قاب تلویزیون، از مدیران شرکت‌ها، صاحبان صنایع و کانون‌های تبلیغاتی برای ارائه درخواست خود به منظور تبلیغات انحصاری این برنامه دعوت کرده، تا جایگاه این تبلیغات را به بالاترین مبلغ پیشنهاد ارائه شده اختصاص دهد. ایرج طهماسب به این خبر واکنشی نشان نداد و مدیر تأمین برنامه‌های شبکه نسیم از صحت این خبر اظهار بی‌اطلاعی کرد اما مدیر شبکه نسیم اعلام کرد که در حال بررسی و گفت وگو با کارگردان‌ها برای پخش این برنامه‌ها است ولی هنوز به قطعیت نرسیده‌اند. سرانجام پخش فصل جدید این برنامه در نوروز از تلویزیون تأیید شد و مدیر شبکه نسیم اعلام کرد علاوه بر تعدادی از شخصیت‌های مجموعه مهمونی، شخصیت‌های برنامه کلاه قرمزی از جمله فامیل دور، ببعی، جیگر و آقای همساده (به جز کلاه قرمزی و پسرخاله به دلیل عدم حضور حمید جبلی و همین‌طور پسرعمه زا به دلیل عدم حضور محمدرضا هدایتی) در این برنامه حضور دارند.